# Castell Tinboeth
Castell Tinboeth är ett slott i Storbritannien.   Det ligger i kommunen Powys och riksdelen Wales, i den södra delen av landet, 240 km väster om huvudstaden London. Castell Tinboeth ligger 388 meter över havet.
Terrängen runt Castell Tinboeth är varierad. Runt Castell Tinboeth är det ganska tätbefolkat, med 60 invånare per kvadratkilometer. Närmaste större samhälle är Llandrindod Wells, 14,5 km söder om Castell Tinboeth. Trakten runt Castell Tinboeth består i huvudsak av gräsmarker.